# Toruń Kluczyki
Toruń Kluczyki (w latach 1884–1920 i 1939–1943 Schlüsselmühle, 1944–1945 Thorn Süd, 1945–1949 Kluczyki) – przystanek osobowy w granicach administracyjnych Torunia, w województwie kujawsko-pomorskim, w Polsce. Został oddany do użytku w 1884 roku. Przez przystanek przechodzą linie kolejowe nr 18 Kutno – Piła Główna i 734 Nieszawka – Toruń Główny.

## Ruch pasażerski
| Rok  | Wymiana pasażerska na dobę |
| ---- | -------------------------- |
| 2017 | 50-99                      |
| 2022 | 50-99                      |